# Urakawa
Urakawa (jap. 浦河町 Urakawa-chō) – miasto w Japonii, w prefekturze Hokkaido, w podprefekturze Hidaka. Według danych na rok 2020 miejscowość zamieszkiwało 12 074 mieszkańców , a gęstość zaludnienia wyniosła 17,4 os./km².